# Ermitage San Giovanni all'Orfento
L'ermitage San Giovanni all'Orfento (italien : Eremo di San Giovanni all'Orfento) est un ermitage catholique situé dans la commune de Caramanico Terme, dans la Province de Pescara et la région des Abruzzes, en Italie.